# Фонд «Відкритий діалог»
Фундація «Відкритий Діалог» (ФВД) — (англ. Open Dialogue Foundation, пол. Fundacja Otwarty Dialog) міжнародна неурядова організація, створена 2009 року в Польщі, згодом її було перенесено до Брюсселю. Проводить дослідження та займається адвокацією в галузі прав людини і верховенства права на пострадянському просторі, а з 2018 року — в Європейському союзі.

## Історія
ФВД була заснована 2009 року у Варшаві і офіційно зареєстрована 2010 року Людмилою Козловською, громадянкою України з Севастополя. Після Помаранчевої революції Козловська переїхала навчатися до Польщі. Вона є громадською активісткою з 13 років, саме тоді вона відкрила першу українську бібліотеку в Севастополі. Ще будучи підлітком вона організовувала протести під штаб-квартирою Чорноморського флоту РФ.
Козловська заснувала ФВД після форуму з прав людини в Центральній Азії, який вона організувала в Польщі в 2008 році за участю активістів з Казахстану, Узбекистану і Киргизстану, а також після знайомства з Анджеєм Гжибом, євродепутатом, який запросив її до Європейського парламенту виступити зі звітом про права людини в Казахстані та Узбекистані. Спочатку ФВД фокусувала свою діяльність на досвіді студентських рухів і громадських організацій, що виникли після Помаранчевої революції.

## Діяльність

### Казахстан
Під час і після масового вбивства в Жанаозені в Казахстані 2011 року ФВД проводила моніторинг ситуації, вела кампанію зі звільнення в'язнів нафтовиків, а також за розслідування звинувачень в тортурах. У другу річницю подій в Казахстані ФВД відкрила виставку в Варшавському університеті про масове вбивство в Жанаозені, яку урочисто відкрив Адам Міхнік, а також і присвячений цьому сайт www.zhanaozen.eu.
У квітні 2013 року ФВД виступила співорганізатором і також профінансувала частину витрат 8-денної моніторингової місії з прав людини Вищої Адвокатської Ради Польщі в Казахстан.
З тих пір ФВД організовує моніторингові місії і виступає на захист прав людини в Казахстані (наприклад, в рамках консультацій для Верховного комісара ООН з прав людини або ОБСЄ).
В 2019 році ФВД була ініціатором створення міжнародних кампаній #IHaveAChoice (я маю право) та #ActivistsNotExtremists (активісти не екстремісти), метою яких є організація юридичної та гуманітарної допомоги всім, хто зазнав політичних переслідувань за участь в мирних акціях протесту в Казахстані. Також з 2019 року ФВД, спільно з казахстанськими активістами, веде кампанію #RegimeServants (слуги режиму), в рамках якої збираються і публікуються персональні дані про порушників прав людини в Казахстані з метою включення цих осіб до списків персональних санкцій західних країн. З 2021 року члени Фундації Людмила Козловська та Максим Ситніков є ведучими програми «Карабет недели» на популярному казахстанському опозиційному телеканалі 16/12.
11 лютого 2021 року Європейський парламент прийняв резолюцію про ситуацію з правами людини в Казахстані, яка містила частини, підготовлені ФВД.

### Україна

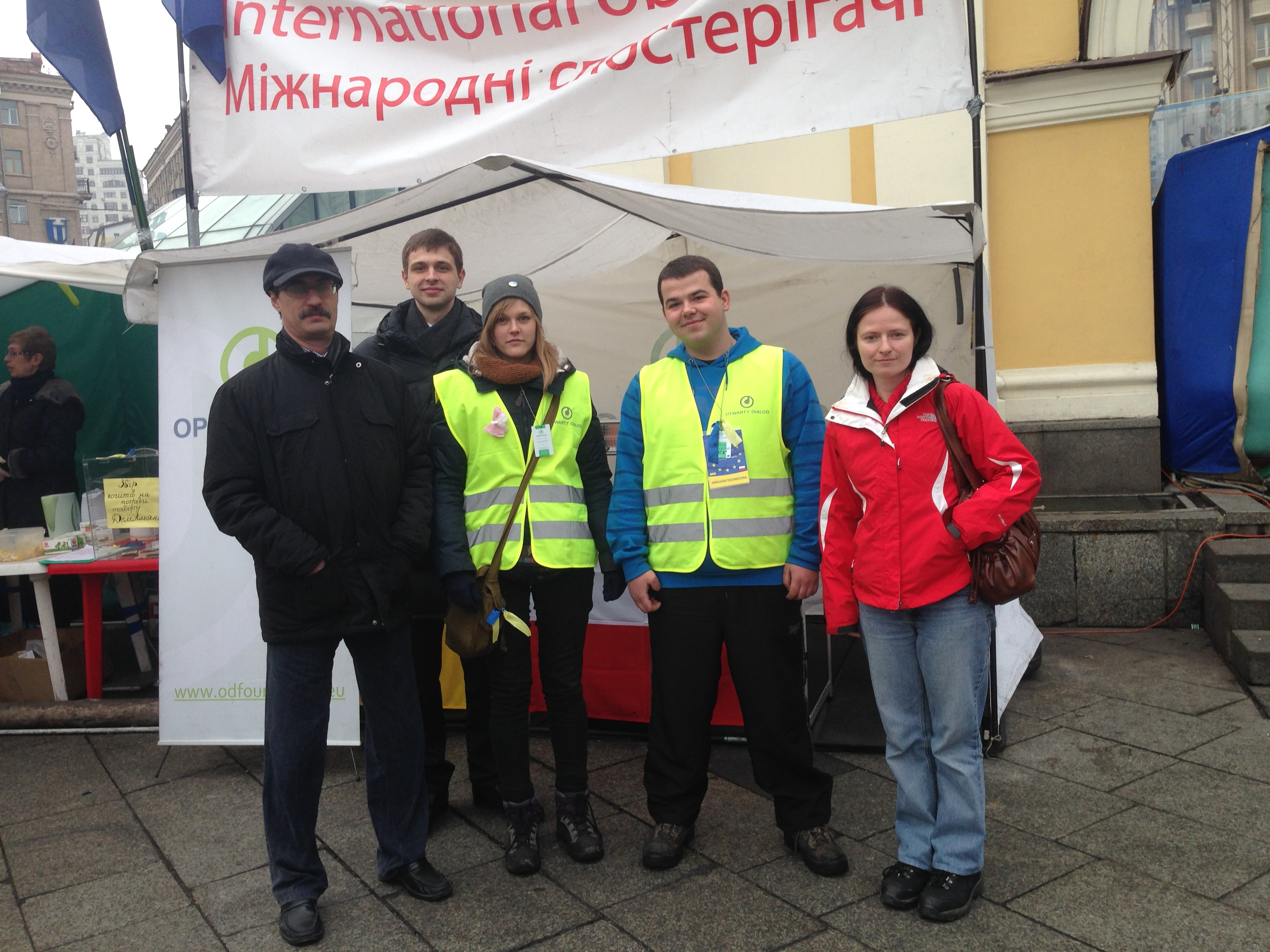
Фундація «Відкритий Діалог» на Євромайдані в Києві.

ФВД стала відома в Польщі після підтримки української Революції гідності. Фундація організувала три моніторингові місії з листопада 2013 по січень 2014 року за участі польських депутатів — Міхала Яроша, Томаша Маковського, Міхала Щерби та Марціна Свєнціцького і 3 концерти на Євромайдані. У січні 2014 року ФВД розпочала довгострокову моніторингову місію і відкрила стаціонарний намет на Євромайдані з метою «моніторингу ситуації, підтримки візитів міжнародних спостерігачів і обміну знаннями про ЄС». Місія тривала 56 днів за участі близько 30 волонтерів на місцях, а всього з січня по квітень 2014 року Фундація залучила 480 волонтерів. Намет ФВД був єдиною постійною НУО з Європейського Союзу на Євромайдані.
ФВД організувала масову кампанію гуманітарної підтримки Євромайдану, відправивши протестувальникам, журналістам і спостерігачам 35 тонн ліків, медпрепаратів, бронежилетів і шоломів, 10 тонн з яких було надіслано на Донбас. Загальна вартість гуманітарної допомоги ФВД для України 2014 року склала понад 1 млн злотих. Після цього фундація стала об'єктом російської пропаганди.
З лютого 2014 року до червня 2016 року ФВД керувала роботою центру підтримки українських біженців у Варшаві під назвою «Український світ». За час свого функціонування центр надав підтримку понад 30 тис. людей. Згодом центр змінив зосередився на просуванні української культури в Польщі.
З 2014 року ФВД проводила кампанію за звільнення з російського полону української льотчиці Надії Савченко та введення санкцій проти Росії після її затримання, Олега Сенцова, а також багатьох інших українських військових і політичних в'язнів, незаконно утримуваних в Росії.
У жовтні 2016 року ФВД виступила одним з організаторів «маршу солідарності з Україною» у Варшаві. Фундація також виступає за демократичні реформи.

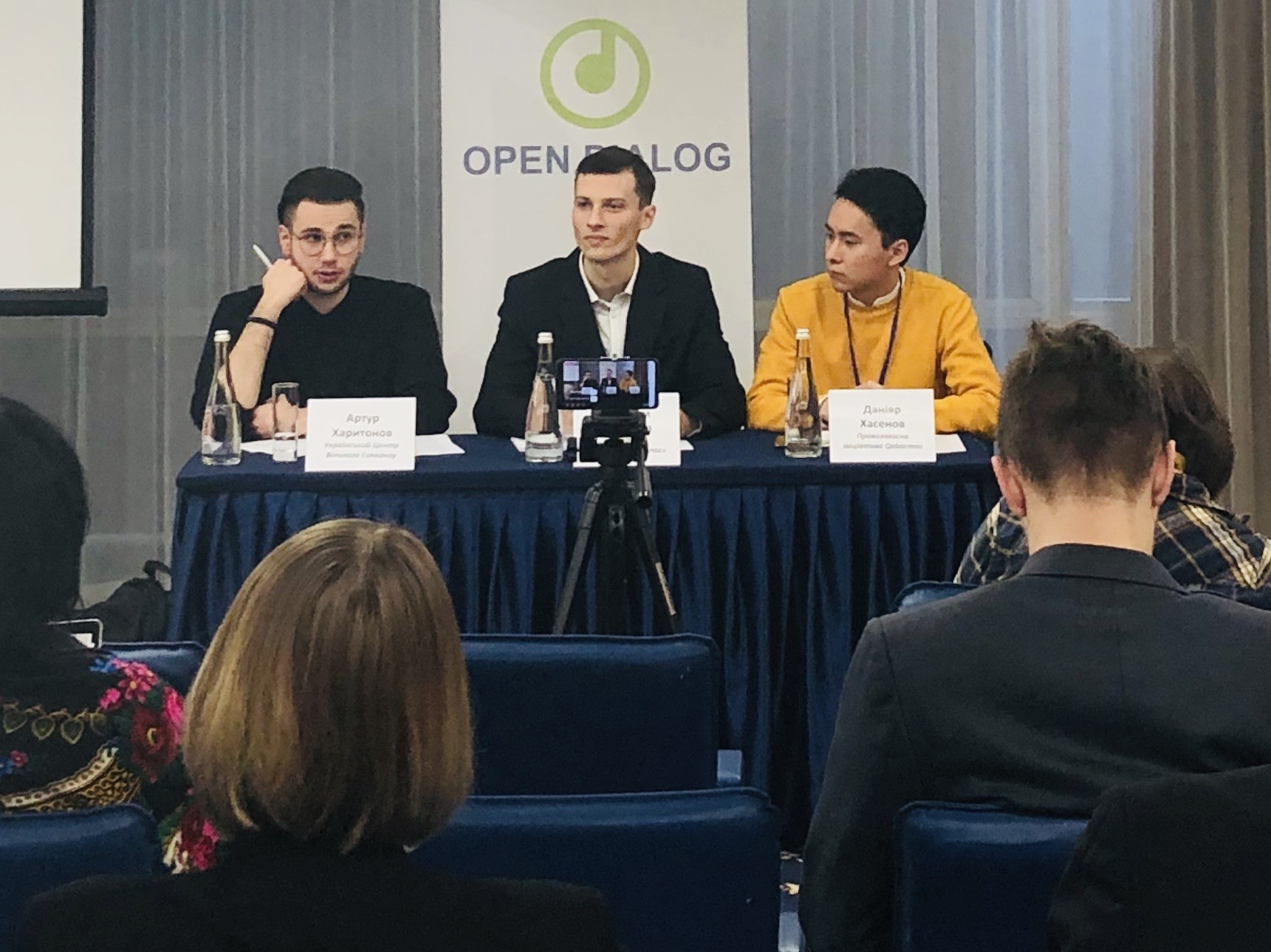
11.12.2019 ФВД співорганізовував дискусію в рамках IV Національної правозахисної НеКонференції в Києві на тему «Чи існують загрози Україні з боку Китаю і як їх мінімізувати?».

### Росія
Діяльність Фундації, пов'язана з Росією, почалася 2014 року, спочатку була зосереджена на кампанії за звільнення політичних в'язнів і військовополонених після вторгнення Росії в Україну, насамперед Савченко і Сенцова. Задля цього ФВД приєдналася до інших правозахисних НУО ЄС і України для організації міжнародної правозахисної кампанії під назвою «#LetMyPeopleGo», з платформою для моніторингу та складання списку так званих «заручників Кремля», запущеної спільно з Центром громадянських свобод / Euromaidan SOS на сайті www.letmypeoplego.org.ua.
2018 року шведське видавництво Ariel Förlag опублікувало історію переслідування Росією українського режисера Олега Сенцова та інших в'язнів Кремля, основану на звіті ФВД. З 2019 року ФВД також проводить кампанії проти відновлення права голосу РФ у Парламентській асамблеї Ради Європи, а також за застосування європейських санкцій проти Росії і за введення всесвітнього «закону Магнітського».

### Молдова
ФВД виступає за права людини і верховенство права в Молдові, організовуючи моніторингові місії прав людини. Фундація співпрацює з міжнародними органами, як-от ОБСЄ, де вона відстоювала інтереси в справах політично переслідуваних суддів і недійсних виборів мера Кишинева 2018 року; або ж Парламентська асамблея Ради Європи, де ФВД організувала семінар в червні 2017 року разом з депутатами з трьох фракцій ПАРЄ, присвячений корупції і переслідуванню дисидентів в Україні та Молдові. Звіт ФВД про випадки переслідування суддів та прокурорів у Польщі та Молдові був включений, разом з аналогічним звітом Гельсінського фонду з прав людини, в «Звіт про незалежність суддів і адвокатів» 41-ї сесії Ради з прав людини Генеральної Асамблеї ООН, опублікований 29 квітня 2019 року.

### Польща
У Польщі ФВД спочатку підтримувала громадські опозиційні рухи, що захищають незалежну судову систему, особливо в середині 2017 року під час спроби реформи Верховного суду та інших суперечливих реформ судової системи правлячою більшістю. Ці реформи спонукали Європейську комісію застосувати статтю 7 Європейського договору щодо польської влади, засудивши реформи які ставлять судову систему під політичний контроль правлячої більшості і, посилаючись на «серйозний ризик [для] незалежності судової системи і поділу влади». У відповідь на кризу 21 липня 2017 року Голова Ради Правління ФВД Бартош Крамек опублікував пост про громадянську непокору, яка була розцінена проурядовими ЗМІ як заклик до революції і спонукала тодішнього міністра закордонних справ Вітольда Ващиковського офіційно вимагати видалення публікації та доручити фіскальним органам провести «комплексний фіскальний контроль» Фундації. У жовтні 2017 року, міністерство закордонних справ подало в суд заяву про примусовий розпуск і заміну ради Фундації, але 7 грудня 2017 року суд відхилив цю заяву.

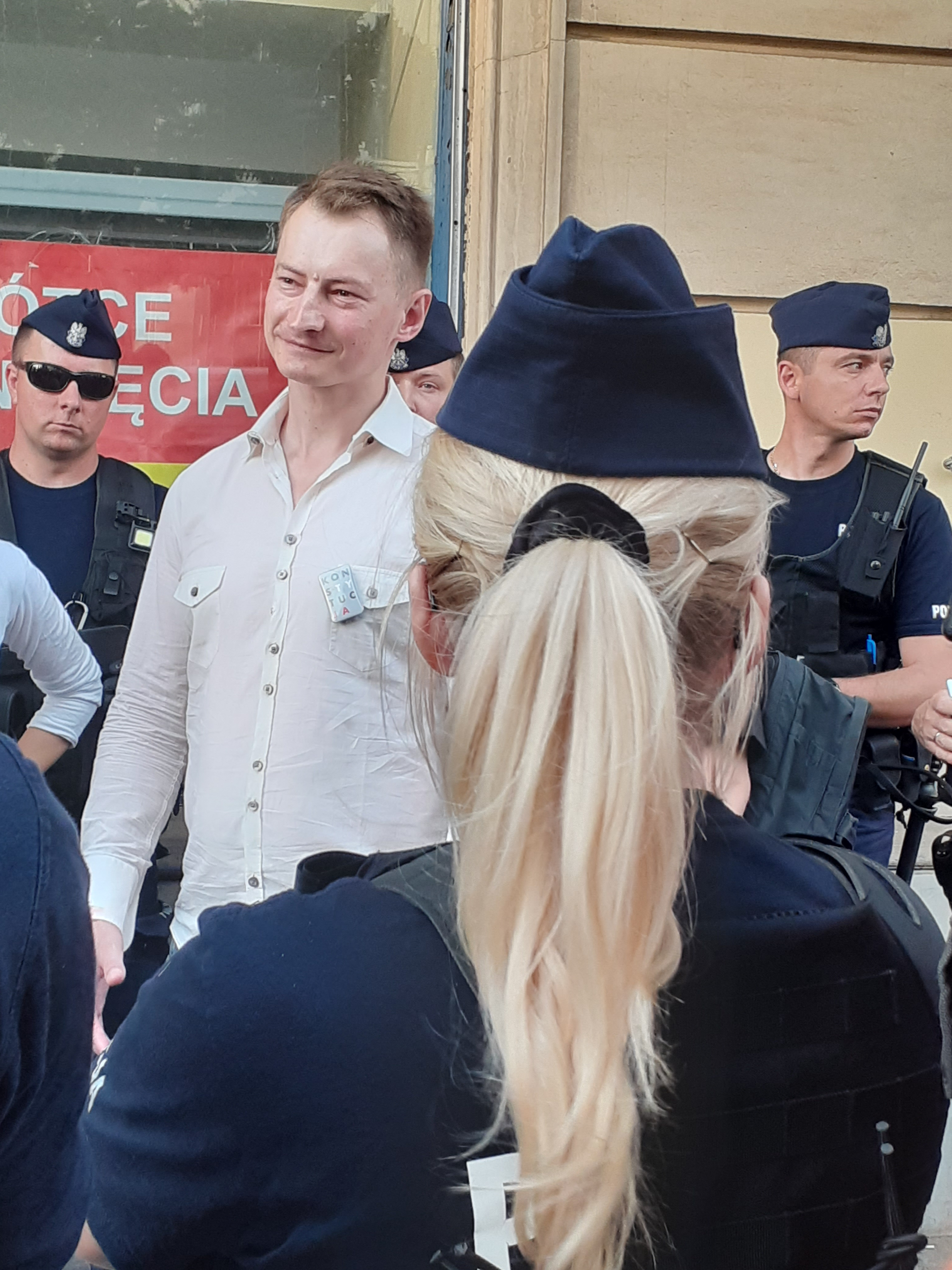
Бартош Крамек, 2022.

Адвокація ФВД в Польщі зосереджена на верховенстві права і особливо на свободі судової влади та громадянських свободах. Звіт ФВД про справи переслідуваних суддів і прокурорів в Польщі (включно з такими відомими справами як справи проти Ігоря Тулєєва, Вальдемара Журека і Єжи Стемпеня) був включений разом з аналогічним звітом Гельсінського фонду з прав людини в «Звіт про незалежність суддів і адвокатів» 41-ї сесії Ради з прав людини Генеральної Асамблеї ООН, опублікований 29 квітня 2019 року.
Під час візиту президента Анджея Дуди в Вашингтон в червні 2019 року делегація ФВД на чолі з Членом Правління Марчіном Мичельским провела зустрічі в Капітолії, в Держдепартаменті та з іншими зацікавленими сторонами в США, щоб «проінформувати їх про стан громадянських свобод в Польщі, особливо про переслідування громадських активістів» і поділитися останніми звітами про ситуацію у Польщі. Ця місія була розкритикована польськими проурядовими експертами, зокрема Олександрою Якубовською, Давидом Вільдштейном і Рафалом Жемкевічем, а також главою політичного кабінету міністра національної оборони Лукашем Кудліцкім.
Під час акції протесту 20 січня 2021 року до Голови Правління Ради Фундації «Відкритий Діалог» Бартоша Крамека співробітниками поліції було застосовано перцевий аерозоль, а потім повалено на землю, на сніг і затримано. Поліцейські стверджували, що Крамек кидав в них сніжки, що він заперечував, а його слова були підтверджені відеозаписами події.
26 січня 2021 року Парламентська асамблея Ради Європи ухвалила резолюцію «Судді в Польщі і Республіці Молдова повинні залишатися незалежними», з поправками, підготовленими ФВД.

### Інтерпол
Орієнтовно з 2013 року ФВД проводить кампанію за реформу Інтерполу, зосередившись на зловживанні його системою «червоних повідомлень» авторитарними державами — зокрема, Росією, Туреччиною, Білоруссю, Азербайджаном і Казахстаном — для переслідування політичних вигнанців. З цією метою ФВД проводила заходи в Європарламенті та національних парламентах країн-членів ЄС, на сесіях ПАРЄ, ПА ОБСЄ і БДІПЛ, а також надавала експертну підтримку органам Інтерполу.

## Суперечності

### Польща
ФВД стала предметом суперечок з середини 2017 року, коли Голова її Правління Бартош Крамек опублікував в Facebook публікацію про можливі акції громадянської непокори проти уряду «Права і Справедливості» в Польщі. У серпні 2018 року польський уряд видворив Президента ФВД і дружину Бартоша Крамека Людмилу Козловську з Шенгенської зони, внісши її до Шенгенської інформаційної системи (ШІС), посилаючись на секретні дані розвідки про те, що НУО отримувала російське фінансування. В інтерв'ю міністр закордонних справ Польщі Вітольд Ващиковський визнав, що причиною видворення стало те, що ФВД «переслідувала антипольські цілі в Брюсселі» і здійснила «дії проти демократично обраного уряду», «написавши детальний план, як скинути польський уряд».
Дії польського уряду зустріли критику з боку чиновників ЄС і міжнародної громадськості. Колишній прем'єр-міністр Бельгії і голова групи АЛДЄ в Європейському парламенті Гі Верхофстадт (Guy Verhofstadt, MEP) прокоментував: «Чорні списки проти активістів демократії гідні авторитарних режимів, а не держав-членів ЄС. Заборона на видачу шенгенської візи Людмилі Козловській повинен бути знята — або роль Польщі в Шенгені повинна бути переглянута», а група АЛДЄ направила два відкриті листи в Європейську комісію з цього питання. Гельсінський фонд з прав людини в своїй заяві зазначив, що дії польської влади несумісні з законодавством ЄС.
У Польщі були організовані акції протесту в підтримку Козловської, а 21 серпня експрезидент Польщі і лауреат Нобелівської премії миру Лех Валенса ініціював публічну петицію, в якій закликав голови держав ЄС дозволити повернення Козловської в ЄС. Петицію підписали понад 30 000 громадян і понад 80 високопоставлених осіб, зокрема комісарка ЄС Ельжбета Беньковська, лауреатка Пулітцерівської премії Анна Епплбаум, лорд Ешдаун з Нортон-суб-Хемдона, ексміністри Лешек Бальцерович, Радослав Сікорський, Славомір Новак і Марцін Свєнціцький, група СД в Європейському парламенті, номінована на премію «Оскар» режисерка Аґнешка Голланд, головний редактор Gazeta Wyborcza Адам Міхнік, головний редактор Newsweek Polska Томаш Ліс, численні члени Європейського парламенту і депутати від Польщі та України, неурядові організації, вчені, журналісти та інші діячі.
У відкритому листі, ініційованому Українською Гельсінкською групою, 11 українських цивільних і правозахисних організацій висловили протест проти внесення Козловської в ШІС, назвавши це «небезпечним прецедентом, який запускає новий вид переслідування громадських активістів в країнах ЄС через їх публічну незгоду з державною політикою». Організації заявили, що підтримують ФВД, оскільки «Організація активно працює над звільненням українських громадян, ув'язнених з політичних мотивів в Росії та окупованому Криму, і послідовно домагається санкцій щодо Володимира Путіна і його оточення за грубі порушення прав людини».
В середині вересня 2018 року шенгенська заборона була проігнорована німецькою владою, яка дозволила Козловській виступити в Бундестазі, що викликало обурення в Польщі, в результаті чого Міністерство закордонних справ Польщі викликало посла Німеччини для вираження свого незадоволення, а президент Польщі Анджей Дуда підняв це питання перед своїм німецьким колегою Франком-Вальтером Штайнмайером. Згодом Людмила була запрошена Гі Верхофстадтом виступити в Європейському парламенті 26 вересня 2018 року, причому бельгійська влада проігнорувала польську заборону, що знову викликало реакцію в Польщі. У підсумку Франція, Швейцарія та Велика Британія також проігнорували заборону, дозволивши Козловській виступити щодо її справи та ситуації з верховенством права в Польщі в Раді Європи, ООН в Женеві і Палаті громад відповідно.
4 березня 2019 року Козловська отримала 5-річний дозвіл на проживання в Бельгії, що, згідно із законодавством ЄС (стаття 25 Шенгенської угоди), змушує Польщу зняти заборону на ШІС. У своїй постанові від 16 квітня 2019 року Воєводський адміністративний суд Варшави скасував рішення про включення Козловської в ШІС, заявивши, що секретні документи, на яких ця заборона ґрунтувалася, були «занадто загальними» і «не показали, у який спосіб [вона] представляє ризик для національної безпеки». 24 червня 2019 року ЗМІ оголосили, що Польща видалила Козловську з ШІС, але, ймовірно, вона все ще залишається в національному списку небажаних осіб.

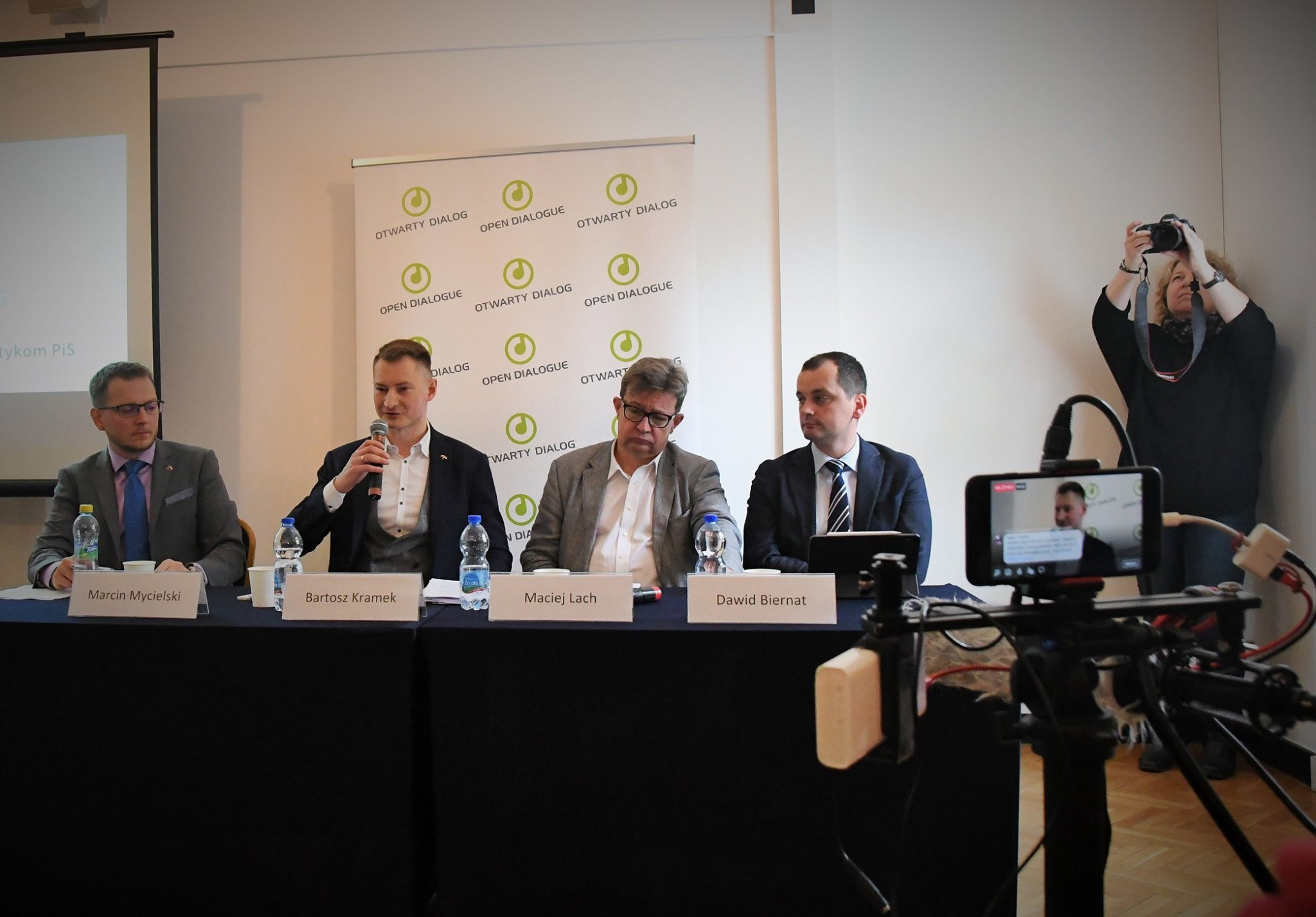
Пресконференція Фундації «Відкритий Діалог» "20 позовів проти партії «Право і Справедливість». Варшава, 10.10.2019

З 24 по 26 червня 2019 року Dziennik і Dziennik Gazeta Prawna опублікували серію статей під заголовком «Розслідування DGP», розкриваючи нові подробиці справи і стверджуючи, що польські спецслужби співпрацювали з молдавськими. Ця інформація нібито випливла після зміни влади в Молдові та її наслідків, що призвели до падіння режиму під керівництвом Володимира Плахотнюка і обрання Майї Санду на пост прем'єр-міністра. Крім того, в ході розслідування з'ясувалося, що Фіскальне і митне управління в Лодзі, якому тодішній міністр закордонних справ Вітольд Ващиковський доручив розслідувати діяльність ФВД, до 28 лютого 2017 року очолював його брат Томаш, який до цих пір залишається там високопоставленим чиновником.
У лютому 2021 року державна телекомпанія TVP видалила або змінила близько 40 статей і відеоматеріалів про ФВД за рішенням суду від вересня 2019 року. Під час судового засідання того ж місяця колишній католицький священик Яцек Мендлар, обвинувачений в розпалюванні ненависті, закликав заборонити, зокрема, Фундацію «Відкритий Діалог».
23 червня 2021 року Крамек був заарештований і звинувачений у відмиванні грошей. Прокуратура стверджує, що Крамек отримав 5,3 мільйона злотих (близько 1 400 000 доларів США) від фіктивних підприємств, зареєстрованих в глобальних податкових гаванях, і передав ці кошти російським і українським громадянам, використовуючи банківські рахунки, що належать ФВД і його власній компанії Silk Road. ФВД  заперечує будь-які правопорушення і стверджує, що звинувачення є політично мотивованими.

### Молдова
Діяльність ФВД стала предметом суперечок в листопаді 2018 роки після звіту, опублікованого закритим парламентським комітетом Молдови, в якому стверджувалося, що організація пов'язана з Російською Федерацією і намагалася втрутитися у внутрішню молдавську політику шляхом фінансування опозиційних партій. Деякі статті в молдавській пресі, навпаки, розглядали звіт як атаку на проєвропейську Партію «Дія і Солідарність» і Платформу «Гідність і Правда» перед майбутніми парламентськими виборами.
Молдавський парламентський звіт про ФВД знову став новиною в польських проурядових ЗМІ в квітні 2019 року після публікацій в шотландському виданні The Sunday Times, яке послалося на звіт, стверджуючи, що ФВД отримала до 1,6 млн фунтів стерлінгів у вигляді пожертв від компаній, зареєстрованих в Глазго і Единбурзі. Відомі політики польської правлячої коаліції, як-от Ришард Чарнецький і Патрік Яки, використовували ці публікації під час своєї виборчої кампанії в ЕП для нападок на опозицію, особливо на євродепутата Ружу Тун, яка виступала на захист Людмили Козловської після її видворення. 24 квітня 2019 року Onet.pl повідомив, що авторами публікацій насправді були не журналісти The Sunday Times, а керівник PR-агентства і прихильник Брексіта. Балканський кореспондент The Economist Тім Джуда прокоментував в інтерв'ю: «Це дуже дивна стаття. Автори посилаються на молдавський парламент. Я не знаю нікого, хто б повірив висновкам молдавського парламенту».
Після зміни влади в Молдові та обрання Майї Санду — яка раніше співпрацювала з ФВД — на пост прем'єр-міністра, розслідування Dziennik і Dziennik Gazeta Prawna показало, що звіт, згідно метаданих, був «відредагований або навіть повністю написаний Андріаном Канду», віце-головою Демократичної партії, очолюваної Володимиром Плахотнюком, який сам не був членом парламентського комітету. Видання також стверджує, що «Польща могла співпрацювати щодо ФВД зі службами безпеки, контрольованими Володимиром Плахотнюком», посилаючись на членів комітету. Канцелярія прем'єр-міністра Польщі відповіла на ці звинувачення, заявивши, що «деталі дій, вжитих спецслужбами, не розкриваються громадськості з юридичних причин». За повідомленнями, ця тема обговорювалася міністром закордонних справ Польщі Яцеком Чапутовічем і його молдавським колегою Тудором Ульяновським на Раді міністрів ОБСЄ в Мілані в грудні 2018 року.

### Справи про адвокації
ФВД розкритикував вкрай правий французький євродепутат Ніколя Бея за одну зі справ про порушення прав людини, за яку Фундація виступала (разом з Amnesty International і Human Rights Watch) — справа Мухтара Аблязова, засновника опозиційної політичної партії «Демократичний вибір Казахстану» і противника першого президента Казахстану Нурсултана Назарбаєва. Бей заявляв, що ФВД отримує фінансову підтримку від Аблязова.

### Росія
На початку 2024 року фонд був визнаний «небажаною організацією» в Росії.